# 蔡剑江
蔡剑江（1963年—），江苏无锡人，中华人民共和国政治人物，现任中央空中交通管理委员会办公室主任（正部长级）。

## 生平
蔡剑江毕业于无锡梅村高级中学。1979年，考入中国民航学院航行管制专业学习，同时兼修英语专业。1983年7月大学毕业后，蔡剑江留校工作，先后担任学院航行系教师、航行管制教研室主任。后调任深圳航空总经理助理、副总经理。1999年，担任深圳航空有限责任公司副总经理。2001年，蔡剑江调入中国国际航空公司，先后任上海营业部经理，中国国际航空公司总裁助理兼市场营销部经理等职务。2002年10月28日，中国国际航空公司联合中国航空总公司和中国西南航空公司，成立了中国航空集团公司，并以联合三方的航空运输资源为基础，组建新的中国国际航空公司。新的国航成立后，蔡剑江任任中国国际航空公司副总裁。2004年9月，他兼任公司党委书记。2007年2月，担任中国国际航空股份有限公司总裁。2010年4月，兼任深圳航空有限责任公司董事长。
2014年1月，蔡剑江升任中国航空集团公司总经理。2014年1月兼任国航股份董事长，2014年3月兼任国泰航空董事局副主席。2016年12月5日，中国航空集团公司建立董事会，蔡剑江任中国航空集团公司董事长、党组书记。2017年5月兼任国航股份党委书记。2020年10月，调任中央空中交通管理委员会秘书长、办公室主任，明确为正部长级。12月，辞去中国航空集团有限公司董事长职务。
蔡剑江曾任中共十九届中央候补委员，2022年10月22日成为中国共产党第二十届中央委员会委员。